# География Удмуртии
Республика расположена в западной части Среднего Урала примерно между 56° 00' и 58° 30' северной широты и 51° 15' и 54° 30' восточной долготы, в бассейнах рек: Камы и Вятки. Протяжённость территории с запада на восток — 180 километров, с севера на юг — 270 километров. Площадь республики — 42 061 км².

## Рельеф
Территория состоит из ряда возвышенностей и низменностей. Наивысшая точка — 332 метра, расположена на северо-востоке республики на Верхнекамской возвышенности. Самая низкая точка республики — 51 метр (Кизнерский район), в юго-западной части, почти на границе с Республикой Татарстан, в пойме реки Вятки.

## Климат
Удмуртская Республика находится в зоне внутриконтинентального климата, для которого характерны жаркое лето и холодные многоснежные зимы.
Среднегодовая температура на территории республики колеблется от 1,0 до 2,5 °C. Самый тёплый месяц года — июль (+17,5-19 °C), самый холодный — январь (−14—15 °C). Максимальные температуры достигают +38—39 °C. Абсолютный минимум был зафиксирован 31 декабря 1978 года, когда температура опустилась ниже −50 °C. Период со среднесуточной температурой ниже 0 °C длится 160—175 дней, начинаясь в конце октября и заканчиваясь в начале апреля.
Среднегодовое количество осадков составляет 500—600 мм. В тёплый период (выше 0 °C) выпадает 65—75 % годовой суммы осадков. Максимум осадков приходится на июль (62—74 мм), минимум — на февраль (24—32 мм). Больше всего увлажняется осадками северо-восточная часть республики, меньше всего — юго-западая. Вегетационный период длится около 150 дней.
Устойчивый снежный покров образуется в начале-середине ноября, самое позднее — в начале декабря. Максимальной величины его высота достигает в середине марта, в среднем — 50—60 см. Средняя продолжительность залегания снежного покрова составляет 160—175 дней.

## Полезные ископаемые

### Нефть
Основным ресурсом недр республики является нефть. Разведанные промышленные запасы нефти составляют приблизительно 300 млн тонн, при ежегодной добыче в 10 млн тонн. Всего государственным балансом учтены 114 месторождений нефти, 72 из которых находятся в разработке, а 32 подготовлены для промышленного освоения. Крупнейшие месторождения — Чутырско-Киенгопское, Мишкинское, Гремихинское, Ельниковское, Вятское, Карсовайское.
Удмуртская Республика относится к Волго-Уральской нефтегазоносной провинции. Нефтепоисковые работы на её территории были начаты в 1945 году, а первые нефтепромыслы появились в 1969 году. В настоящее время все крупные месторождения разрабатываются уже десятки лет и находятся в стадии падающей добычи.

### Торф
На территории Удмуртской Республики выявлено и учтено 619 месторождений торфа общим запасом 204,7 млн тонн. Выделяются 4 основные зоны добычи торфа:
- Бассейн Чепцы (Ярский, Глазовский, Балезинский, Кезский, Юкаменский, Дебёсский, Красногорский, Игринский и Шарканский районы), крупнейшее месторождение — Дзякино;
- Бассейн Кильмези (Селтинский, Сюмсинский, Вавожский и Увинский районы), крупнейшие месторождения — Нюрдор-Котья, Орловское, Чибьяшур;
- Прикамская низменность (Завьяловский, Воткинский, Сарапульский, Киясовский, Камбарский, Каракулинский районы);
- Юго-западная равнинная часть Удмуртской Республики, крупнейшее месторождение — Карамбай-Пычасское.

### Уголь
В республике разведаны месторождения бурых и каменных углей. Главные угленосные районы — Казаковский (в Алнашском районе) и Камбарский, угленосные пласты которых залегают на глубине 1000—1500 м. Крупнейшее месторождение — Голюшурминское.

### Другие полезные ископаемые
В недрах республики имеются также промышленные запасы известняка, доломитов, строительного песка и щебня, глины для производства кирпича, строительного камня, песчано-гравийной смеси.
На начало 2009 года территориальным балансом запасов нерудных полезных ископаемых Удмуртской Республики учитывается 369 месторождений и 87 проявлений полезных ископаемых, в том числе 433 участка — строительных материалов.

## Гидрография
Территория Удмуртии относится к бассейну Кама и имеет густую, хорошо развитую речную сеть. Общая протяжённость всех рек республики составляет приблизительно 30 тыс. км.
Обе крупнейшие реки Удмуртской Республики — Кама и Вятка — имеют истоки на севере республики, но через несколько километров покидают её территорию. Пройдя сотни километров обе реки возвращаются в Удмуртию — на юго-востоке и юго-западе соответственно.
Большинство рек Удмуртской Республики имеет длину до 10 км. — их количество превышает 7000. Количество малых рек (длиной от 10 до 100 км.) составляет 368, а средних (от 100 до 500 км.) и крупных (более 500 км.) — 17. Крупнейшие реки:
| Название реки | Длина (км) | Площадь бассейна (км²) | Устье    |
| ------------- | ---------- | ---------------------- | -------- |
| Кама          | 1805       | 522000                 | Волга    |
| Вятка         | 1314       | 129000                 | Кама     |
| Чепца         | 501        | 20400                  | Вятка    |
| Кильмезь      | 270        | 17240                  | Вятка    |
| Иж            | 237        | 8510                   | Кама     |
| Сива          | 206        | 4870                   | Кама     |
| Вала          | 196        | 7360                   | Кильмезь |

У рек Удмуртской Республики преобладает снеговое питание. Среднее время установления ледостава — середина-конец ноября, вскрытия — середина-конец апреля. Половодье начинается приблизительно в середине апреля и продолжается от 1 месяца (малые реки) до 40-45 дней (крупные реки). Из рек судоходны только Кама и Вятка.
Более 600 прудов насчитывается на территории республики, из них самые крупные — Ижевский, Воткинский, Камбарский и Пудемский. С юго-востока и юга Удмуртия омывается Воткинским и Нижнекамским водохранилищами, образованными на реке Кама в результате строительства плотин ГЭС.
Важную роль играют подземные водные источники, благодаря большому количеству которых Удмуртская Республика получила неофициальное название «Родниковый край». Ежегодно из них извлекается более 60 млн м³ для хозяйственно-питьевых, технических и сельскохозяйственных нужд.
Многие подземные водные источники Удмуртской Республики обладают минеральными качествами и используются в лечебно-оздоровительных учреждениях и разливается в бутылки. Наиболее значимые минеральные источники — Варзи-Ятчинский (сульфато-кальциевые воды), Ново-Ижевский, Кизнерский и Увинский (йодо-бромистые воды).

## Охрана природы
На территории Удмуртской Республики созданы и функционируют:
- Национальный парк «Нечкинский», располагающийся на побережье реки Кама;
- Природный парк «Шаркан» (Шарканский район);
- Природный парк «Усть-Бельск» (Каракулинский район);
- Государственный природный заказник «Кокманский»;
- Государственный природный ботанический заказник «Андреевский сосновый бор»,

и некоторые другие заказники и особо охраняемые природные территории и памятники природы.

## Часовой пояс
Удмуртская Республика находится в часовом поясе MSK+1, (Самарское время, SAMT), в котором время отличается на +4 часа от UTC (UTC+4).